# U 39 (U-Boot, 1938)
U 39 war ein deutsches U-Boot vom Typ IX A, das im Zweiten Weltkrieg von der Kriegsmarine eingesetzt wurde. Es war das erste deutsche U-Boot, das im Zweiten Weltkrieg versenkt wurde.

## Geschichte
Der Auftrag für das Boot wurde am 29. Juli 1936 an die zur DeSchiMAG gehörende AG Weser in Bremen vergeben. Die Kiellegung erfolgte am 2. Juni 1937, der Stapellauf am 22. September 1938, die Indienststellung unter Kapitänleutnant Gerhard Glattes am 10. Dezember 1938.
Das Boot gehörte bis zu seiner Versenkung am 14. September 1939 als Einsatz- und Frontboot zur U-Flottille „Hundius“ in Kiel.
U 39 unternahm eine Feindfahrt, auf der es keine Schiffe versenken konnte.

## Einsatz und Ende
Das Boot lief am 19. August 1939 um 0 Uhr von Wilhelmshaven in den Nordatlantik aus. Am 14. September sichtete es nordwestlich von Irland den zur U-Boot-Jagd eingesetzten britischen Flugzeugträger Ark Royal. Zwei auf den Flugzeugträger abgeschossene Torpedos aus einer Entfernung von nur 800 Metern detonierten aufgrund eines technischen Fehlers (siehe auch Torpedokrise) bereits 80 Meter vor dem Ziel. Die begleitenden Zerstörer Faulknor, Foxhound und Firedrake wurden daraufhin auf das U-Boot aufmerksam und griffen es sofort mit Wasserbomben an. U 39 konnte nicht mehr auf sichere Tiefe gehen. Nach mehreren schweren Wassereinbrüchen und austretendem Chlorgas musste es um 15:46 Uhr auftauchen. Es gelang allen 44 Männern, das Boot zu verlassen, bevor es schließlich sank. Die Besatzung wurde vollzählig gerettet. 25 Mann wurden von der Foxhound, 11 von der Faulknor und acht von der Firedrake an Bord genommen und nach Schottland gebracht. Es handelte sich um die ersten Angehörigen der deutschen Kriegsmarine, die im Zweiten Weltkrieg in britische Kriegsgefangenschaft gerieten. Die Position war 58° 32′ N, 11° 49′ W im Marine-Planquadrat AM 2548.